# Let’s Get Back to Bed – Boy!
Let’s Get Back to Bed – Boy! (englisch für „Lass uns zurück ins Bett gehen – Junge!“) ist ein Lied der deutschen Popsängerin Sarah Connor, das in Kooperation mit dem US-amerikanischen Rapper TQ entstand. Das Stück ist die erste Singleauskopplung aus Connors Debütalbum Green Eyed Soul und wurde am 7. Mai 2001 veröffentlicht. Geschrieben wurde der Titel von Kay Denar, TQ und Rob Tyger. Mit dem Lied gelang Connor der Durchbruch als Sängerin.

## Entstehung
Das Stück entstand auf Veranlassung des Produzenten George Glueck, dem Inhaber von X-Cell Records. Glueck hatte eine Demo-Kassette von Connor erhalten und ihm gefiel ihre Stimme bei einer A-cappella-Version von Leise rieselt der Schnee.
Let’s Get Back to Bed – Boy! wurde 2002 als „Best National Single – Rock/Pop“ für den Echo Pop nominiert.

## Rezeption

### Kritik
Michael Frömmer von laut.de kritisiert Let’s Get Back to Bed – Boy! als „sampleüberladener Retortenhit“, der „höchstens“ pubertierende Jugendliche ansprechen würde.
bloom.de bemängelt, dass das „S vom Soul“ in diesem Titel deutlich zu kurz komme.

### Charts und Chartplatzierungen
Die Single konnte sich in den Top 10 in Deutschland, Österreich und in der Schweiz sowie in den Top 20 im Vereinigten Königreich und in Norwegen platzieren.
| ChartsChartplatzierungen     | Höchstplatzierung | Wochen |
| ---------------------------- | ----------------- | ------ |
| Deutschland (GfK)            | 2 (17 Wo.)        | 17     |
| Österreich (Ö3)              | 5 (24 Wo.)        | 24     |
| Schweiz (IFPI)               | 9 (23 Wo.)        | 23     |
| Vereinigtes Königreich (OCC) | 16 (5 Wo.)        | 5      |

| ChartsJahrescharts (2001) | Platzierung |
| ------------------------- | ----------- |
| Deutschland (GfK)         | 19          |
| Österreich (Ö3)           | 36          |
| Schweiz (IFPI)            | 55          |

### Auszeichnungen für Musikverkäufe
Let’s Get Back to Bed – Boy! wurde noch im Jahr seiner Veröffentlichung mit einer Goldenen Schallplatte für 250.000 verkaufte Einheiten in Deutschland ausgezeichnet. Damit zählt das Lied zu den meistverkauften Rapsongs in Deutschland. Laut Deynar und Tyger soll sich die Single in Deutschland 360.000 Mal verkauft haben. In Österreich erhielt die Single für 20.000 verkaufte Einheiten ebenfalls Gold.
| Land/Region        | Auszeichnungen für Musikverkäufe (Land/Region, Auszeichnung, Verkäufe) | Verkäufe |
| ------------------ | ---------------------------------------------------------------------- | -------- |
| Deutschland (BVMI) | Gold                                                                   | 360.000  |
| Österreich (IFPI)  | Gold                                                                   | 20.000   |
| Insgesamt          | 2× Gold ·                                                              | 380.000  |